# Arroyomolinos de la Vera
Arroyomolinos de la Vera – gmina w Hiszpanii, w prowincji Cáceres, w Estramadurze, o powierzchni 23,19 km². W 2011 roku gmina liczyła 490 mieszkańców.